# Masque à gaz
Cet article possède un paronyme, voir Maxagaz.

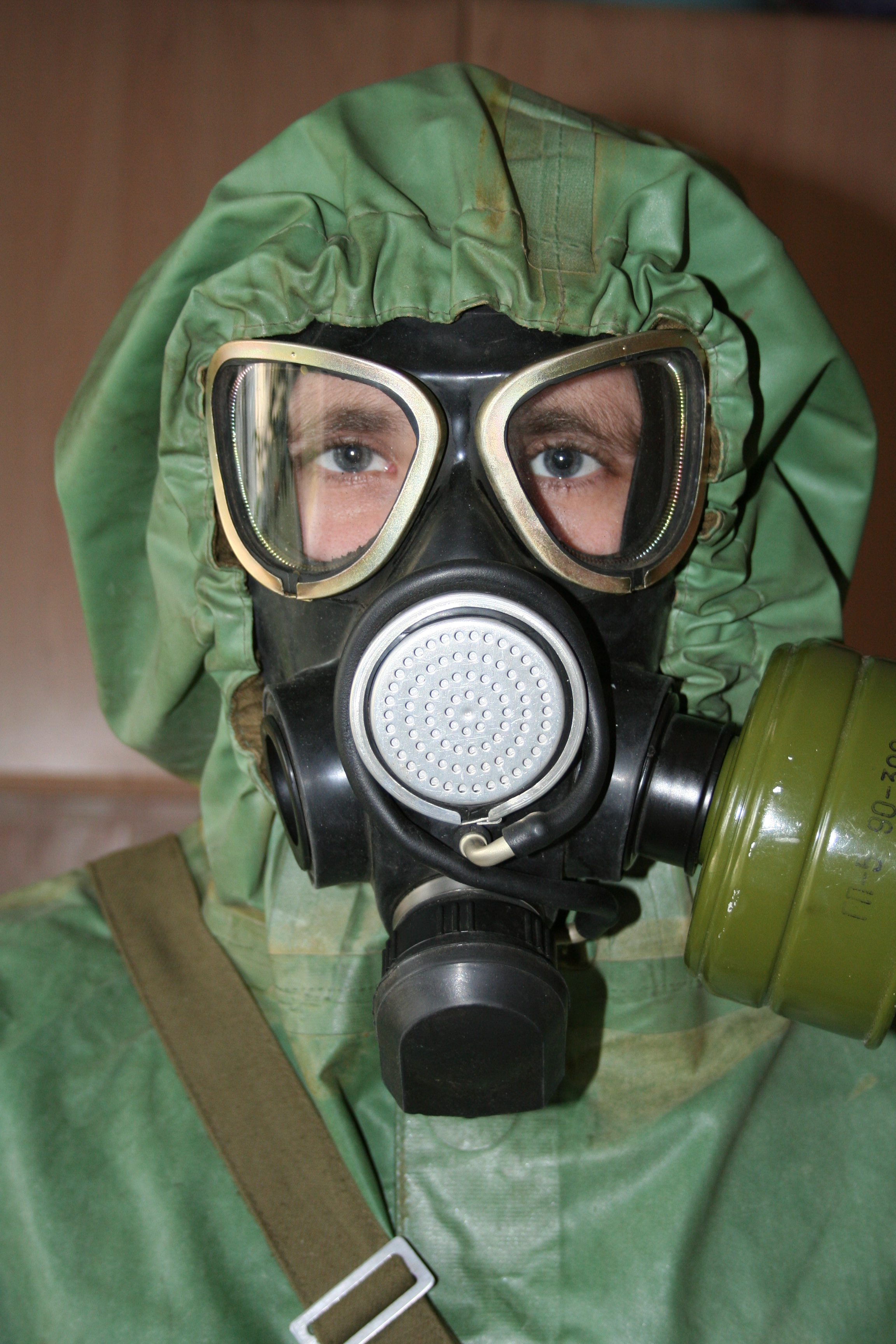
Masque à gaz russe (ПМК-2) et combinaison de protection.

Un masque à gaz, ou masque anti-gaz, est une protection contre certaines armes chimiques et armes biologiques et contre les agents radioactifs. Il se porte sur le visage et couvre les entrées des voies respiratoires (bouche, nez) et souvent les yeux ainsi que d'autres tissus sensibles du visage.
Il est généralement constitué d'un masque et d'un filtre: il s'agit donc d'un appareil respiratoire filtrant (ARF), par opposition aux appareils respiratoires isolants (ARI). Ces derniers utilisent généralement une bouteille remplie d'un mélange gazeux (oxygène, azote, etc.) comme pour la plongée et peuvent travailler indépendamment de la qualité de l'air ambiant.
Les substances toxiques présentes dans l'air peuvent être gazeuses (par exemple le dichlore), liquides ou solides sous forme d'aérosol (par exemple le gaz moutarde utilisé pendant la Première Guerre mondiale), mais également de type biologique avec des bactéries, des virus, des toxines ou des spores. La plupart des filtres sont capables de contrer les deux menaces. Certains filtres sont en mesure de retenir en plus les poussières radioactives. On dit alors qu'ils offrent une protection NRBC (nucléaire, radiologique, biologique et chimique).
Malheureusement, la concentration de dioxyde de carbone dans l'air respirable peut être bien supérieure à la concentration maximale autorisée (la concentration peut dépasser 3 %,,; valeur d'exposition moyenne pondérée = 0,5 % (8 heures) 1,4 % (quinze minutes)). Si les travailleurs utilisent des respirateurs pendant de nombreuses heures, ils peuvent avoir des maux de tête et tomber malades. Ils peuvent développer des dermatites, acné.

## Fonctionnement
Plusieurs moyens existent pour fournir de l'air propre au porteur du masque :
- filtrage
- absorption et adsorption
- réactions chimiques et échanges

### Filtrage
Le filtrage consiste à retenir des particules ou des agents pathogènes dont la taille peut être variable. La plupart des filtres sont conçus de manière à empêcher la progression de particules de l'ordre de 0,3 micromètre, soit 300 nanomètres. À titre de comparaison, le virus de la variole est d'un diamètre moyen de 220 nanomètres, ce qui implique l'utilisation de filtres encore plus fins. Le bacille de Koch, à l'origine de la tuberculose, mesure quant à lui entre 1 et 10 micromètres et serait facilement bloqué.

### Absorption et adsorption

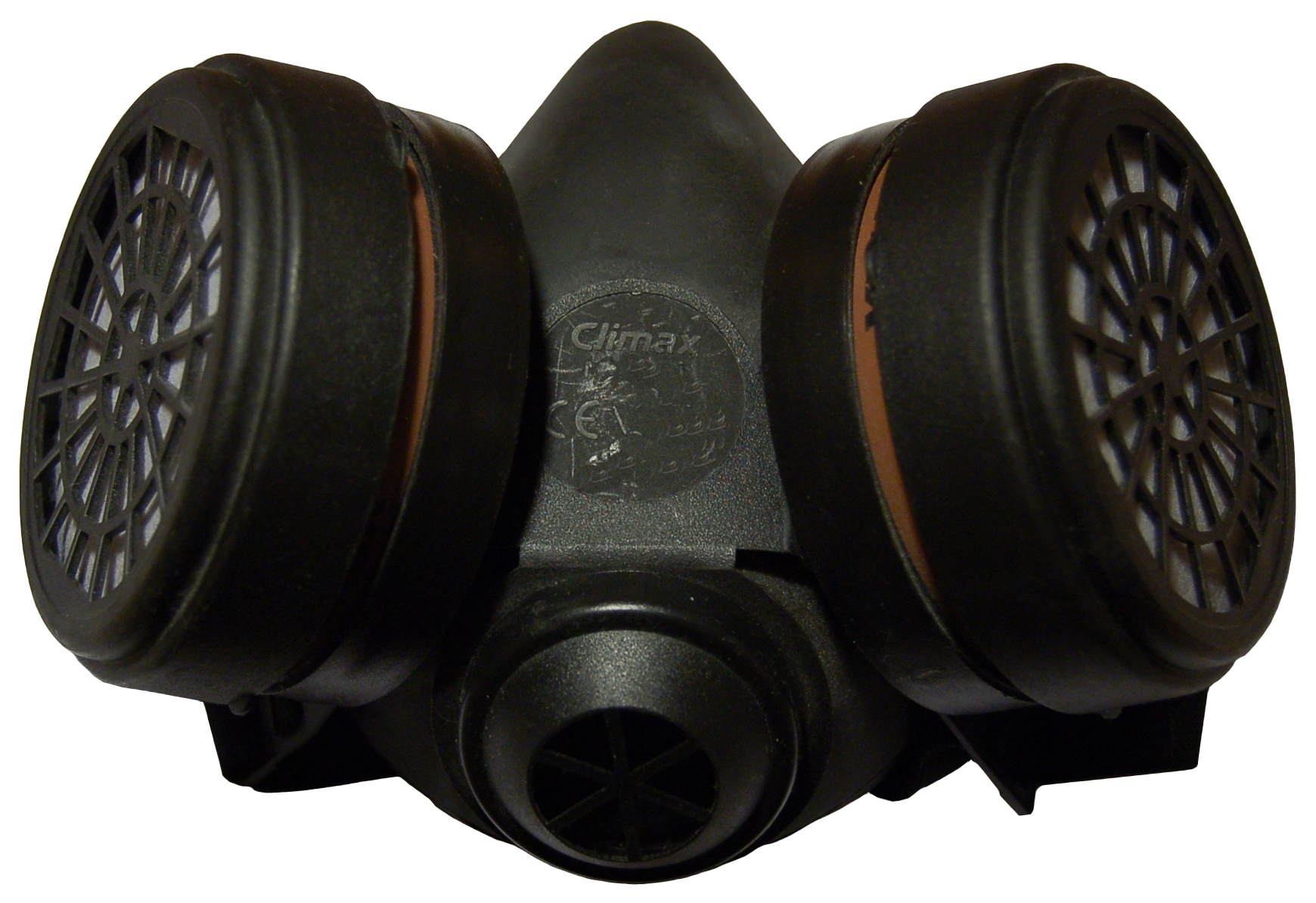
Un masque à gaz.

L'absorption est un processus physique durant lequel des gaz ou des liquides sont retenus par un corps ou un substrat (en général plus volumineux). L'adsorption est un processus où la matière est retenue à la surface des molécules du corps ou du substrat. Ces deux approches permettent d'enlever les risques liés à des particules ou des gaz.
Même si certaines réactions chimiques peuvent avoir lieu, elles ne sont pas nécessaires puisque les processus reposent sur l'attraction de charges électriques (par exemple si la particule visée est chargée positivement, on utilisera un substrat chargé négativement). Parmi les matériaux présents dans les masques, on peut trouver du charbon actif (charbon très poreux) ou des zéolites. 
Une protection rudimentaire basée sur ce principe d'absorption peut être utilisée dans le cas d'un incendie : il suffit de tremper un vêtement dans de l'eau et de couvrir son nez et sa bouche avec le textile. La plupart des vapeurs toxiques, la fumée et la suie seront retenues par le tissu ou dissoutes dans l'eau, offrant ainsi une chance de survie plus élevée à la personne qui tente de fuir le sinistre.

### Réactions et échanges
Ces deux principes posent l'hypothèse suivante: la substance à éliminer est souvent plus active (chimiquement parlant) que l'air. On utilisera ainsi une substance réactive comme un enduit acide ou une matière solide comme de la résine. Ces matériaux sont composés de groupes d'atomes dont la composition et la disposition présentent diverses propriétés. Une résine peut ainsi être spécialisée dans un groupe précis d'agents toxiques. Quand la substance réactive entre en contact avec la résine, elle se transforme en une substance moins toxique qui continue sa route ou reste bloquée. Durant la Première Guerre mondiale, le masque britannique nommé hypo helmet était en mesure de bloquer le chlore gazeux (la bertholite) grâce à une réaction avec du thiosulfate de sodium. Plus tard, en 1916, les masques allemands et britanniques protégeaient du phosgène grâce à une réaction avec de l'hexaméthylènetétramine.
Même si sa conception était rudimentaire, l'hypo helmet offrait une protection de base aux troupes britanniques dans les tranchées et montrait qu'ils n'étaient pas complètement démunis. Au fur et à mesure que le conflit se prolongeait, d'autres masques furent conçus et améliorés pour tenir compte d'autres produits toxiques.

### Difficultés
La conception d'un masque à gaz doit tenir compte en particulier de deux problématiques :
L'utilisateur peut être exposé à des agents différents. Ceci est particulièrement vrai pour les militaires et les gaz de combat. Si le masque est moins polyvalent (par exemple pour la protection contre une substance particulière dans une usine), sa réalisation est simplifiée et son coût est moindre.
La protection diminue avec le temps. Une contamination élevée ou une utilisation prolongée peuvent boucher ou rendre inefficace un masque. Les filtres contre les particules s'encrassent, les substrats n'absorbent plus les toxiques et les filtres réactifs ne possèdent plus suffisamment de molécules pour fonctionner correctement. Le filtre doit donc être remplacé après un certain temps, soit grâce à une nouvelle cartouche ou un nouveau masque. Les substances chimiques peuvent en outre attaquer la surface du masque et nécessiter son remplacement pour éviter des fuites ou garantir une visibilité suffisante.

## Historique

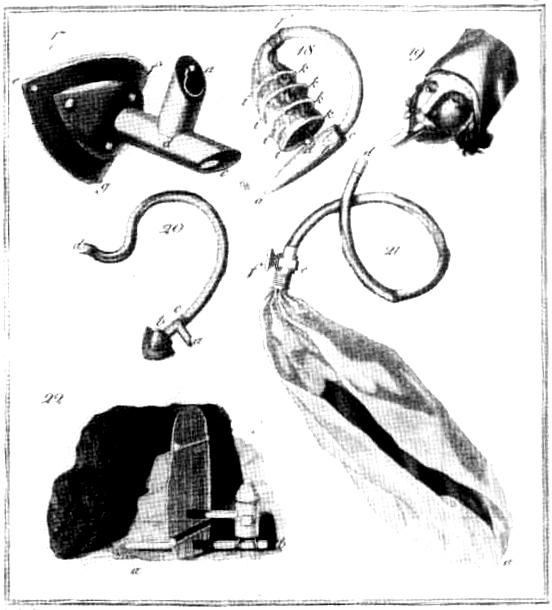
Masque à gaz d'Humboldt (1799).

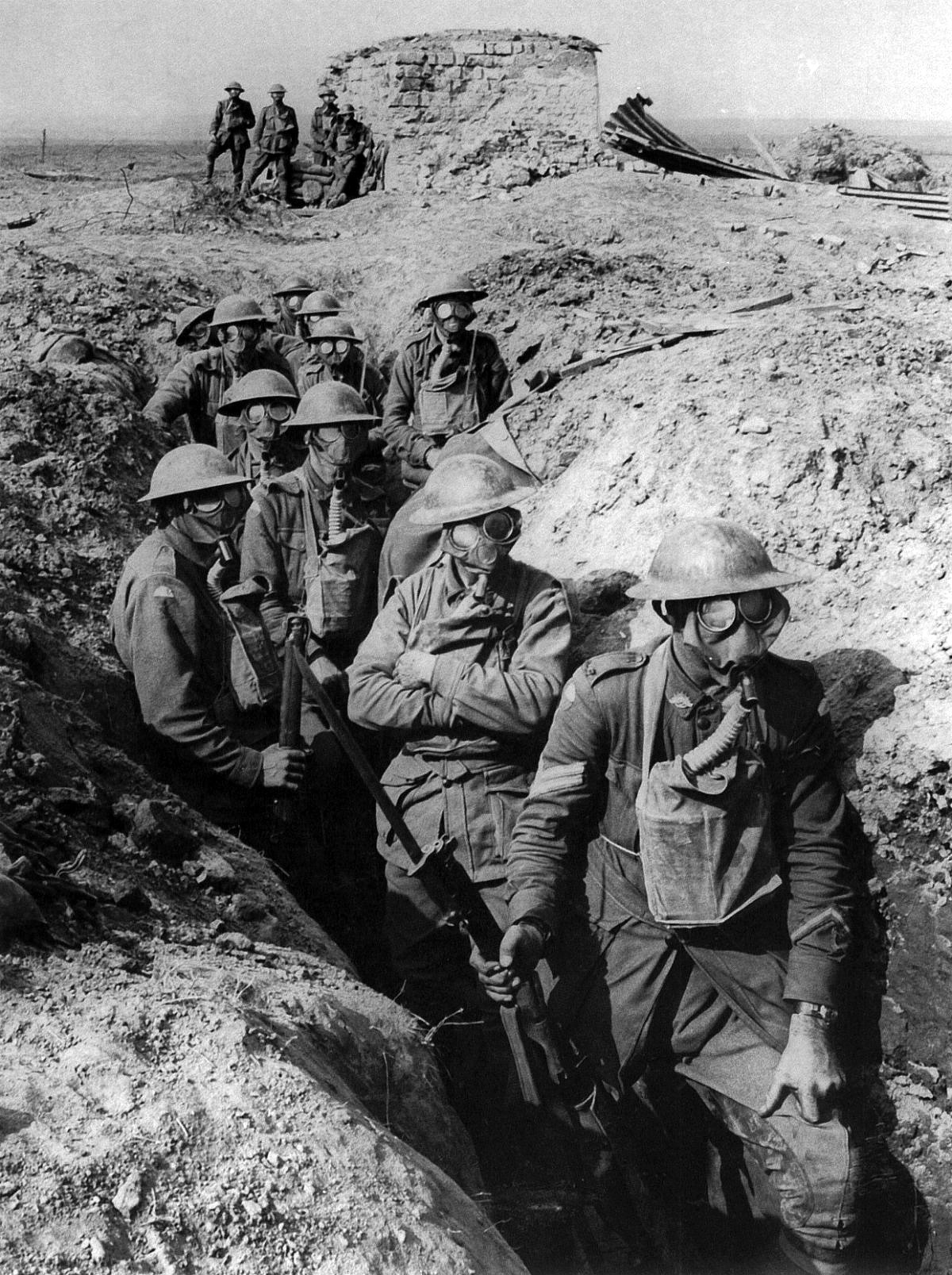
Soldats australiens portant des masques anti-gaz.Ypres, 1917.

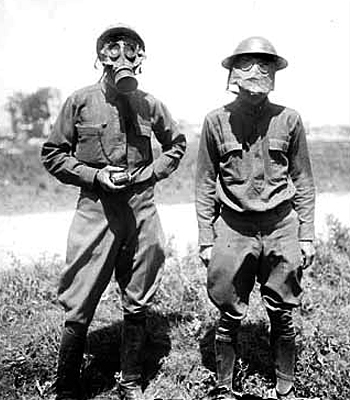
Deux modèles portés par des soldats américains, 1917.

Des brevets ont été déposés pour des masques en 1887 mais le dispositif est plus ancien. En 1799, Alexander von Humboldt, un ingénieur dans l'industrie minière de Prusse, inventa un appareil respiratoire pour les mineurs.
En 1912, un inventeur afro-américain, Garrett A. Morgan, avait créé le Safety Hood and Smoke Protector et déposé un brevet en 1914. Son système, simple, comportait un morceau de coton avec deux tuyaux qui pendaient et récoltaient l'air près du sol. Des éponges mouillées étaient insérées près de la sortie des tuyaux pour augmenter la qualité de l'air. Morgan fut acclamé en 1916 quand lui et son frère, ainsi que deux autres volontaires, utilisèrent son appareil pour sauver des hommes restés prisonniers dans des galeries.

### Première Guerre mondiale
Au début de la Première Guerre mondiale lors de la seconde bataille d'Ypres, une unité canadienne utilisa un système de fortune pour se protéger du chlore sous forme gazeuse qui était employé par les Allemands. Les soldats urinaient ou déversaient de l'eau avec du bicarbonate de soude sur des chiffons et les plaçaient sur leur visage. L'ammoniac contenu dans l'urine réagissait avec le chlore en produisant des chloramines et limitait ainsi les effets du gaz. Le coton imbibé dans de l'urine et maintenu par diverses méthodes restait l'un des meilleurs moyens pour se protéger mais il s'avérait peu pratique au combat. Des compresses (baillons) de coton et des cagoules de toiles imbibées de thiosulfate de sodium furent ensuite utilisées, jusqu'à ce que des masques plus « couvrants » soient nécessaires avec l'invention de l'ypérite et d'autres gaz attaquant la peau. Les masques anti-gaz destinés à améliorer la condition des soldats furent développés et mis en service à partir de juillet 1915.
En raison des pénuries causées par la guerre, et de l'urgence de se protéger des nouvelles armes chimiques, la recherche de nouveaux procédés et matériaux était intensive. Le coton qui était utilisé dans les masques fut remplacé par le cellucoton, le précurseur du Kleenex.

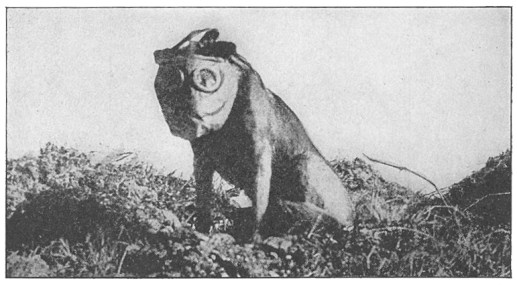
Chien de secours avec un masque anti-gaz lors de la Première Guerre mondiale.

### Évolution des masques
Après la Première Guerre mondiale, le développement du masque à gaz a continué à suivre les évolutions technologiques de l'art de la guerre, en essayant d'assurer une protection efficace contre des substances de plus en plus complexes et dangereuses. L'arrivée des armes atomiques a forcé les chercheurs à trouver des solutions pour lutter contre les poussières radioactives. Du reste, le masque est devenu un élément parmi d'autres pour une protection plus vaste: certains agents peuvent provoquer des dégâts par contact avec la peau non-protégée (gaz moutarde par exemple) et nécessitent le port d'une combinaison complète. Afin de se protéger en cas d'attaque chimique, nucléaire ou biologique, beaucoup de civils ont acheté des masques à gaz pendant la guerre froide, cependant le port de tels masques serait insuffisant, car le masque ne protège que le visage (yeux, voies respiratoires) et laisse la peau à découvert.
La plupart des masques militaires sont conçus de manière à lutter contre un large spectre d'agents toxiques. Certains modèles peuvent recevoir diverses cartouches ou des extensions sur les filtres, leur permettant de s'adapter à un agent spécifique. Les masques militaires comportent aussi un système pour pouvoir boire, via un tube relié à une gourde. Divers accessoires ont fait leur apparition dans les masques: systèmes de communication, filtres montés à gauche ou à droite du masque pour permettre le tir avec un fusil, verres corrigés pour les porteurs de lunettes.
Les masques utilisés dans le civil possèdent des filtres moins complexes. Ils ne se concentrent en général que sur un type de substance (par exemple le gaz lacrymogène ou des produits chimiques précis sur les sites industriels) ou sur un agent pathogène spécifique lors d'épidémies. Ils sont plus légers et moins coûteux que leurs homologues militaires.
Même si l'entraînement avec le masque à gaz et l'équipement performant présent au sein des armées permettent d'éviter des pertes sur le terrain lors d'attaques avec des agents toxiques, le masque et la combinaison n'en demeurent pas moins des éléments encombrants qui limitent l'action et l'efficacité du soldat. Le masque à gaz doit être correctement posé pour assurer un bon fonctionnement; dans le feu de l'action, il peut se déchirer ou être endommagé, et ne plus assurer de protection; enfin, le filtre respiratoire ne permet qu'un apport d'oxygène inférieur à la normale, amoindrissant ainsi la capacité physique du soldat. Il n'en constitue pas moins une bonne protection psychologique contre le risque d'une attaque chimique, qui peut affecter notablement le moral des troupes. En 1915, le docteur Cluny MacPherson (en) du Royal Newfoundland Regiment, consultant sur les gaz de combat à Gallipoli, mit au point un masque en utilisant un casque, de la toile et des ouvertures pour les yeux avec une protection transparente et traitée contre le chlore. Ce modèle fut le premier masque utilisé par l'armée britannique.
 L'inventeur du filtre à charbon actif fut le Russe Nikolay Dimitrievich Zelinskiy en 1915 qui cherchait un moyen pour filtrer le chlore utilisé par les Allemands. En 1916, les masques du Russe furent introduits dans les armées des pays de la Triple-Entente. Des modèles furent conçus pour les animaux qui étaient également exposés aux gaz, en particulier les chiens de secours et mascottes et les chevaux de trait.

## Étanchéité
Le contrôle de l'étanchéité du masque peut se faire à l'aide du gaz banane, c'est le cas dans l'armée suisse. Si le test est concluant, un deuxième essai est fait avec du lacrymogène lequel se fait bien plus sentir à la moindre fuite.[réf. souhaitée]

## Terminologie
L'expression « masque à gaz » est une erreur communément commise. En effet un « masque à gaz » sert à respirer du gaz (lors d'une anesthésie par exemple) tandis que le « masque anti-gaz » sert, lui, à se protéger des effets des gaz de combat[réf. nécessaire].

## Formation des professionnels de la santé au travail
| Matériel de formation pour la sélection et l'utilisation des appareils respiratoires | Matériel de formation pour la sélection et l'utilisation des appareils respiratoires | Matériel de formation pour la sélection et l'utilisation des appareils respiratoires | Matériel de formation pour la sélection et l'utilisation des appareils respiratoires | Matériel de formation pour la sélection et l'utilisation des appareils respiratoires                                   | Matériel de formation pour la sélection et l'utilisation des appareils respiratoires                                  |
| État                                                                                 | Langue                                                                               | Date de publication                                                                  | Nombre de pages                                                                      | Organisation qui a élaboré le document                                                                                 | Tutoriel |
| ------------------------------------------------------------------------------------ | ------------------------------------------------------------------------------------ | ------------------------------------------------------------------------------------ | ------------------------------------------------------------------------------------ | --- | --- |
| États-Unis                                                                           | Anglais                                                                              | 1987                                                                                 | 305                                                                                  | National Institute for Occupational Safety and Health (NIOSH)                                                          | NIOSH Guide to Industrial Respiratory Protection                                                                      |
| États-Unis                                                                           | Anglais                                                                              | 2005                                                                                 | 32                                                                                   | National Institute for Occupational Safety and Health (NIOSH)                                                          | NIOSH Respirator Selection Logic                                                                                      |
| États-Unis                                                                           | Anglais                                                                              | 1999                                                                                 | 120                                                                                  | National Institute for Occupational Safety and Health (NIOSH)                                                          | TB Respiratory Protection Program In Health Care Facilities                                                           |
| États-Unis                                                                           | Anglais                                                                              | 2017                                                                                 | 48                                                                                   | Pesticide Educational Resources Collaborative (PERC)                                                                   | Respiratory Protection Guide. Requirements for Employers of Pesticide Handlers                                        |
| États-Unis                                                                           | Anglais et Espagnol                                                                  | -                                                                                    | -                                                                                    | Occupational Safety and Health Administration (OSHA)                                                                   | Respiratory Protection eTool (Proteccion respiratoria eTool)                                                          |
| États-Unis                                                                           | Anglais                                                                              | 2011                                                                                 | 124                                                                                  | Occupational Safety and Health Administration (OSHA)                                                                   | Small Entity Compliance Guide for the Respiratory Protection Standard (OSHA 3384 – 09)                                |
| États-Unis                                                                           | Anglais                                                                              | 2015                                                                                 | 96                                                                                   | Occupational Safety and Health Administration (OSHA)                                                                   | Hospital Respiratory Protection Program Toolkit (OSHA 3767. Resources for Respirator Program Administrators)          |
| États-Unis                                                                           | Anglais                                                                              | 2012                                                                                 | 54                                                                                   | Occupational Safety and Health Administration (OSHA) in North Carolina                                                 | A Guide to Respiratory Protection (Industry Guide 44)                                                                 |
| États-Unis                                                                           | Anglais                                                                              | 2014                                                                                 | 44                                                                                   | Occupational Safety and Health Administration (OSHA) in Oregon                                                         | Breathe Right! Oregon OSHA’s guide developing a respiratory protection program for small-business owners and managers |
| États-Unis                                                                           | Anglais                                                                              | 2016                                                                                 | 32                                                                                   | Occupational Safety and Health Administration (OSHA) in Oregon                                                         | Air you breathe: Oregon OSHA's respiratory protection guide for agricultural employers                                |
| États-Unis                                                                           | Anglais                                                                              | 2014                                                                                 | 38                                                                                   | Occupational Safety and Health Administration (OSHA) in Oregon                                                         | Respiratory Protection. Oregon OSHA Technical Manual                                                                  |
| États-Unis                                                                           | Anglais                                                                              | 2017                                                                                 | 51                                                                                   | Occupational Safety and Health Administration (OSHA) in California                                                     | Respiratory Protection in the Workplace. A Practical Guide for Small-Business Employers. 3 ed.                        |
| États-Unis                                                                           | Anglais                                                                              | 2001                                                                                 | 166                                                                                  | Office of Nuclear Reactor Regulation. Washington, DC (USA), U.S. Commission de réglementation nucléaire des États-Unis | Manual of Respiratory Protection Against Airborne Radioactive Material (NUREG/CR-0041, Revision 1)                    |
| États-Unis                                                                           | Anglais                                                                              | 1986                                                                                 | 173                                                                                  | National Institute for Occupational Safety and Health (NIOSH) et Environmental Protection Agency (EPA)                 | A guide to respiratory protection for the asbestos abatement industry (NIOSH IA 85 – 06; EPA DW 75932235-01-1)        |
| Canada                                                                               | Français                                                                             | 2013, 2002                                                                           | 60                                                                                   | Commission des normes, de l'equite, de la sante et de la securite du travail                                           | Appareils de protection respiratoire; Guide pratique de protection respiratoire 2ed.                                  |
| Canada                                                                               | Anglais                                                                              | 2015                                                                                 | -                                                                                    | Institut de recherche Robert-Sauvé en santé et en sécurité du travail (IRSST)                                          | A support tool for choosing respiratory protection against bioaerosols                                                |
| Canada                                                                               | Français                                                                             | 2015                                                                                 | -                                                                                    | Institut de recherche Robert-Sauvé en santé et en sécurité du travail (IRSST)                                          | Un outil d’aide a la prise de decision pour choisir une protection respiratoire contre les bioaerosols                |
| France                                                                               | Français                                                                             | 2017                                                                                 | 68                                                                                   | Institut national de recherche et de sécurité (INRS)                                                                   | Les appareils de protection respiratoire. Choix et utilisation. (ED 6106) 2ed.                                        |
| Allemagne                                                                            | Allemand                                                                             | 2011                                                                                 | 174                                                                                  | Deutsche Gesetzliche Unfallversicherung (DGUV)                                                                         | BGR/GUV-R 190 Benutzung von Atemschutzgereaten                                                                        |
| Grande-Bretagne                                                                      | Anglais                                                                              | 2013                                                                                 | 59                                                                                   | Health and Safety Executive (HSE)                                                                                      | Respiratory protective equipment at work. A practical guide 4ed.                                                      |
| Grande-Bretagne                                                                      | Anglais                                                                              | 2016                                                                                 | 29                                                                                   | The UK Nuclear Industry Radiological Protection Coordination Group (IRPCG)                                             | Respiratory Protective Equipment (Good Practice Guide)                                                                |
| Irlande                                                                              | Anglais                                                                              | 2010                                                                                 | 19                                                                                   | The Health and Safety Authority (HSA)                                                                                  | A Guide to Respiratory Protective Equipment (HSA0362)                                                                 |
| Nouvelle-Zélande                                                                     | Anglais                                                                              | 1999                                                                                 | 51                                                                                   | Occupational Safety and Health Service (OSHS)                                                                          | A guide to respiratory protection                                                                                     |
| Chili                                                                                | Espagnol                                                                             | 2009                                                                                 | 40                                                                                   | Instituto de Salud Publica de Chile (ISPCH)                                                                            | Guia para la seleccion y control de proteccion respiratoria (Guia tecnica)                                            |
| Espagne                                                                              | Espagnol                                                                             | -                                                                                    | 16                                                                                   | Instituto Nacional de Seguridad, Salud y Bienestar en el Trabajo (INSSBT)                                              | Guia orientativa para la seleccion y utilizacion de protectores respiratorios (Documentos tecnicos INSHT)             |
| Italie                                                                               | Italien                                                                              | -                                                                                    | 64                                                                                   | „Sabbatini Consulting di Sabbatini Roberto“                                                                            | Guida alla scelta e all'uso degli apparecchi di protezione delle vie respiratorie                                     |
| Pays-Bas                                                                             | Néerlandais                                                                          | 2001                                                                                 | 88                                                                                   | Nederlandse Vereniging voor Arbeidshygiëne                                                                             | Selectie en Gebruik van Ademhalingsbeschermingsmiddelen                                                               |